# Tröbnitz
Tröbnitz est une commune allemande de l'arrondissement de Saale-Holzland, Land de Thuringe.

## Géographie
Tröbnitz se situe dans la vallée de la Roda.
| Stadtroda  |          | Tissa       |
|            | Tröbnitz |             |
| Geisenhain |          | Waltersdorf |

## Histoire
Au VIIe siècle et au VIIIe siècle, les Slaves fondent des colonies le long de la Saale et de la Roda. Mais Tröbnitz est sans doute davantage un hameau de Sorabes du début du XIIe siècle. Il est mentionné pour la première fois en 1115 sous le nom de "trebenic", un nom d'origine slave.

## Source de la traduction
- (de) Cet article est partiellement ou en totalité issu de l’article de Wikipédia en allemand intitulé « Tröbnitz » (voir la liste des auteurs).